# Alice Wu
Alice Wu (21 de abril de 1970) es una directora de cine y guionista estadounidense, conocida por sus películas Guardando las apariencias (Saving Face) (2004) y The Half of It (2020).
Ambas películas tienen como protagonistas personajes chino-estadounidenses y exploran las vidas de intelectuales y lesbianas. Varias compañías de producción se ofrecieron a comprar el guion de Guardando las apariencias, pero Wu decidió por no venderlo para asegurar que hubiera una representación real de la comunidad taiwanesa-estadounidense. Guardando las apariencias y el impacto de Wu en la industria han allanado el camino a que exista mayor representación asiática en la industria cinematográfica actual. Su trabajo ha inspirado a actrices asiático-americanas como Awkwafina o Lana Condor.

## Trayectoria
Alice Wu nació en San José, California, de padres inmigrantes taiwaneses estadounidenses. Su familia se trasladó a Los Altos, California, donde completó su educación en el instituto Los Altos High School en 1986. Se matriculó en el Instituto Tecnológico de Massachusetts a la edad de 16 años. Posteriormente se trasladó a la Universidad de Stanford, donde se licenció en Ciencias de la Computación en 1990 e hizo una maestría en Ciencias de la Computación en 1992. Antes de convertirse en cineasta, Wu trabajó como ingeniera de software para Microsoft en Seattle.

## Carrera profesional
Mientras trabajaba en Microsoft, Wu comenzó a escribir una novela. Creyendo que la historia funcionaría mejor como película, se inscribió en un curso de escritura de guiones de 12 semanas en la Universidad de Washington, durante el que escribió el guion de su primer largometraje. Más adelante abandonó el mundo corporativo y finalmente se mudó a Nueva York para dedicarse a la carrera cinematográfica a tiempo completo.

### Guardando las apariencias(2004)
Alentada por su profesor de guiones, abandonó Microsoft a finales de los años 90 para tratar de convertir el guion de su primer largometraje, Guardando las apariencias, en una película, para lo que se dio un plazo de cinco años. La producción había comenzado cuando se cumplía el quinto año. En 2001, el guion de Guardando las apariencias ganó el premio de guion de la Coalición de Asiáticos del Pacífico en el Entretenimiento. 
Guardando las apariencias se estrenó en 2004. La película está inspirada en las propias experiencias de Wu cuando se reveló como lesbiana en la comunidad taiwanesa-estadounidense. Su intención con la película es que el público salga de allí «con este sentimiento de que, independientemente de quiénes sean, homosexuales o heterosexuales, o cualquiera que sea su bagaje cultural, si hay algo que desean en secreto, ya sea este sentimiento de que realmente podrían tener ese gran amor o lo que sea, nunca es demasiado tarde para tenerlo. Quiero que salgan del cine con un sentimiento de esperanza y posibilidad». Wu tuvo problemas para asumir su identidad sexual y cuando se declaró lesbiana, tuvo un enfrentamiento con su madre dos. En una entrevista con Jan Lisa Huttner, Wu señalaba que no toda su audiencia era femenina, asiática o lesbiana. Le parecía «sumamente inusual» que «se pueda tomar un grupo que parece tan específico y hacerlos universalmente humanos».
La película ha tenido influencia tanto en la comunidad lesbiana como en la china. Se centra principalmente en los desafíos que enfrenta la comunidad china-estadounidense y aborda cuestiones relacionadas con el papel de la mujer y la identidad lesbiana. Wu también explora las relaciones entre madres e hijas en la comunidad china-estadounidense a través de su interpretación de la relación entre la protagonista de la película y su madre. Aunque afirma que no se trata de un retrato autobiográfico, fue en parte una forma de proporcionar una representación positiva de su propia madre.
Guardando las apariencias ha convertido a Wu en un modelo a seguir para otras personas chino-estadounidenses en la industria cinematográfica. Awkwafina tenía un cartel de esa película colgado en su dormitorio en Flushing, Queens. Describe la película como "la primera película que le habló como asiática-estadounidense".
La película se estrenó en el Festival Internacional de Cine de Toronto de 2004, y en Estados Unidos en el Festival de Cine de Sundance de 2005. Sony Pictures Classics estrenó la película en las salas de cine en mayo de 2005.

### Periodo intermedio
Después de Guardando las apariencias, Wu trabajó en una película basada en las memorias de Rachel DeWoskin, Foreign Babes in Beijing: Behind the Scenes of a New China. La película, sin embargo, no pasó de la preproducción.
En 2008, vendió a la cadena ABC una propuesta llamada «Foobar», basada en sus experiencias como trabajadora en el mundo de la tecnología.
Tras la presentación, Wu dejó la industria durante una temporada para cuidar a su madre, que estaba enferma. Vivía de sus ahorros y de los ingresos de Microsoft y Guardando las apariencias, y mantenía un perfil bajo. Sin embargo, la mayoría de sus amigos no sabían que estaba haciendo profesionalmente.

### The Half of It(2020)
A medida que su madre fue mejorando, Wu comenzó a escribir nuevamente, aunque tuvo que enfrentarse al bloqueo del escritor. Para superarlo, Wu hizo un cheque de 1.000 dólares para la Asociación Nacional del Rifle de Estados Unidos, organización a la que desprecia, y se lo dio a una amiga, diciéndole: «Si no escribo este primer borrador, enviarás ese cheque». El borrador evolucionó hasta convertirse en The Half of It, una comedia dramática en torno a mayoría de edad escrita, dirigida y producida por Wu.
El guion de largometraje apareció en la Lista Negra (lista de películas que todavía no han sido producidas) en 2018. Se trata de una comedia romántica que sigue a una adolescente china-estadounidense que ayuda a un chico a conquistar a su enamorado, de quien también ella está enamorada. Está vagamente basada en su propio vínculo adolescente con un amigo inesperado. La película está protagonizada por la actriz de la serie televisiva Charmed Leah Lewis, por Daniel Diemer y por Alexxis Lemire en los papeles principales. La película ganó el Premio Fundadores a la Mejor Película Narrativa en el Festival de Cine de Tribeca de 2020. Se estrenó en Netflix el 1 de mayo de 2020 y recibió críticas muy positivas.
En 2022, Wu escribió y dirigió el comercial «The Note», para Oreo, en colaboración con PFLAG. «The Note» muestra un paso en el proceso de salida del armario de un joven chino-estadounidense y enfatiza el papel que pueden desempeñar los miembros de la familia como aliados de por vida para sus seres queridos del colectivo LGBTQ+.

## Premios y reconocimientos
En marzo de 2005, la película de Wu, Guardando las apariencias, fue la película de apertura del Festival Internacional de Cine Asiático-Americano de San Francisco. Ese mismo año, recibió el premio Visionary en el Festival de Cine Asiático de San Diego como reconocimiento por su debut como directora por Guardando las apariencias, y fue nominada en la categoría de directora revelación en los Gotham Independent Film Awards, aunque no ganó. En 2006, Guardando las apariencias recibió una nominación en los GLAAD Media Awards, y ganó el premio Viewer's Choice Award en los Golden Horse Awards, que es el equivalente taiwanés a los Premios Óscar. En 2019, la película fue señalada como una de las 20 mejores películas asiático-estadounidenses de los últimos 20 años por Los Angeles Times.
En abril de 2020, la película de Wu, The Half of It ganó el Premio Fundadores a la Mejor Película Narrativa (en la categoría de Competencia Narrativa de EE. UU.) en el Festival de Cine de Tribeca de 2020.
En junio de 2020, en honor al 50 aniversario del primer desfile del Orgullo LGBTQ, Queerty la nombró entre los cincuenta héroes que “lideraran la nación hacia la igualdad, la aceptación y la dignidad para todas las personas”.
En 2021, Wu fue nominado a un premio Independent Spirit al mejor guion por The Half of It.

## Datos biográficos
Wu es lesbiana y salió del armario mientras cursaba estudios feministas en Stanford. Wu se sinceró con su madre durante una conversación con ella (en chino mandarín) sobre la clase.
Wu es reservada sobre su vida privada.

## Filmografía
| Año  | Título                   | Posición                      |
| ---- | ------------------------ | ----------------------------- |
| 2004 | Salvando las apariencias | Escritor y director           |
| 2020 | La mitad de ello         | Escritor, director, productor |
| 2020 | Sobre la luna            | Escritor                      |